# Huayangosaurus
Huayangosaurus var en fyra meter lång dinosaurie i familjen huayangosaurider. Arten har fått sitt namn från Huayang i Sichuan, Kina där man först hittat benen. 
Huayangosaurus beskrevs år 1982 och är bland de bäst kända stegosaurierna. Den liknar till utseendet många andra stegosaurier, men man placerar ändå huayangosaurus i en egen familj på grund av de tänder som den hade längst fram i käkbenet, vilka de övriga stegosaurierna saknade. Den hade även längre framben än andra arter.
Huayangosaurus var den tidigaste stegosaurien bland dem som är kända. Den levde under mellersta jura.